# Wow (песня Кейт Буш)
«Wow» (с англ. — «Вау») — песня британской певицы и композитора Кейт Буш; второй сингл из второго альбома Буш Lionheart, выпущенный 9 марта 1979 года и достигший 14-го места в хит-параде UK Singles Chart.
Во всех европейских изданиях сингла песня, в отличие от альбомной версии, начиналась без 12-секундного вступления на синтезаторе. Бразильское и канадское издания содержали полную LP-версию композиции. Канадское издание, отличавшееся от остальных уникальным дизайном обложки, было отпечатано на полупрозрачном жёлтом виниле.
В 1980 году песня «Wow» и сопровождавшее её музыкальное видео стали объектом пародий британской комедийной актрисы и телеведущей Фэйт Браун.
В 1986 году композиция была включена в авторский сборник Кейт Буш The Whole Story, достигший четырёхкратного платинового статуса в Великобритании и первого места в национальном альбомном хит-параде.
В ретроспективой рецензии 2012 году музыкальный обозреватель The Guardian Джордж Честертон назвал «Wow» «бесспорной кульминацией» второго альбома Кейт Буш.

## Список композиций
Автор слов и музыки всех песен — Кейт Буш.
7" винил
1. «Wow» (сингл-версия) — 3:41
2. «Fullhouse» — 3:13

## Участники записи
- Брайан Бат — гитара
- Кейт Буш — фортепиано, вокал
- Падди Буш — мандолина
- Иэн Бэрнсон[англ.] — электрогитара
- Данкан Макэй — синтезатор
- Чарли Морган — ударные
- Дел Палмер[англ.] — бас-гитара

## Позиции в хит-парадах
Еженедельные чарты:
| Хит-парад (1979)                  | Высшая позиция | Пребывание в чарте |
| --------------------------------- | -------------- | ------------------ |
| Великобритания (UK Singles Chart) | 14             | 10 недель          |
| Ирландия (IRMA)                   | 17             | 6 недель           |